# Écorcheurs
Die Écorcheurs (dt. Halsabschneider) waren eine der Grandes Compagnies, eine Gruppe demobilisierter Söldner, die Frankreich zur Zeit des Königs Karl VII. (1403–1461) verwüstete.
Nach dem Bürgerkrieg der Armagnacs und Bourguignons und dem Vertrag von Arras (1435), der den Frieden zwischen König und Herzog von Burgund wieder herstellte, wurden die Söldner, die auf beiden Seiten gekämpft hatten, entlassen. Sie bildeten nun Banden, die durchaus mehrere tausend Männer umfassen konnten, auf eigene Rechnung plünderten, dabei auch vor größeren Städten nicht zurückschreckten, und nicht selten von Offizieren geführt wurden, die zuvor Karl VII. gedient hatten. Die bekanntesten dieser Offiziere sind La Hire, Jacques d'Espailly, Alain de Tailleco, Antoine de Chabannes, Jean Poton de Xaintrailles und Rodrigue de Villandrando.
Ihre Aktivitäten verheerten vor allem das Berry, das Languedoc, Burgund, das Albigeois und die Auvergne, im schlimmsten aber 1437 den Hennegau während des Aufstands der Niederländer gegen den Herzog von Burgund.
Im Oktober 1439 forderten die in Orléans versammelten Generalstände, dass dem Treiben der Écorcheurs ein Ende gesetzt werde, ehemaligen Söldnern, die das Land plünderten und verwüsteten. Am 2. November 1439 versuchte Karl VII., das Problem zu lösen, indem er die Écorcheurs in ein stehendes Heer integrierte. Die „Ordonnanz von Orléans“, mit der versucht wurde, sie alleine der Krone zu unterstellen, provozierte jedoch einen Aufstand des Adels, der sich der Söldner zuvor ebenfalls bedient hatte und damit seine Rechte bedroht sah, die Praguerie (1440).
Nach dem englisch-französischen Vertrag von Tours (1444) setzte Karl VII. die Écorcheurs gegen Lothringen und das Elsass ein. Andere traten in den Dienst des Kaisers Friedrich III. gegen die Schweizer, von denen mehrere Tausend in der Schlacht bei St. Jakob an der Birs im August 1444 fielen. Der 26. Mai 1445 brachte dann mit den Ordonnanzkompanien die ersten Truppen, die den Söldnern ein festes Engagement von langer Dauer boten.